# Ambasadorowie Polski w Belgii
Ambasadorowie Polski w Belgii – pierwsze polskie przedstawicielstwo dyplomatyczne w Belgii rozpoczęło działalność 15 lutego 1919, dwa tygodnie później rząd Belgii uznał państwo polskie de iure.  Po agresji niemieckiej na Belgię w 1940 poseł polski Stefan Glaser działał przy emigracyjnym rządzie belgijskim. Ponowne uznanie rządu polskiego przez Belgię miało miejsce 11 lipca 1945.
- 15 lutego 1919 – 28 sierpnia 1919 – Aleksander Riedel (kierownik urzędu)
- 29 sierpnia 1919 – 4 września 1924 – Władysław Sobański (poseł)
- 15 września 1924 – 16 lutego 1927 – Jan Szembek (poseł)
- 16 lutego 1927 – 6 września 1927 – Anatol Mühlstein (chargé d'affaires)
- 6 września 1927 – 1 lutego 1929 – Tytus Filipowicz (poseł)
- 1 lutego 1929 – 31 października 1937 – Tadeusz Jackowski (poseł)
- 1 listopada 1937 – 1 listopada 1939 – Michał Mościcki (poseł)
- 1 listopada 1939 – czerwiec 1940 – Leon Litwiński (chargé d'affaires)
- 14 sierpnia 1941 – 5 lipca 1945 – Stefan Glaser (poseł)
- 2 października 1945 – 14 listopada 1945 – Maksymilian Bartz (chargé d'affaires)
- 14 listopada 1945 – 27 lipca 1948 – Edward Bartol (chargé d'affaires)
- 27 lipca 1948 – 3 maja 1948 – Aleksander Krajewski (poseł)
- 3 maja 1948 – 16 kwietnia 1957 – Leon Szyguła (poseł)
- 1955? – 1957 – Józef Cywiak (chargé d'affaires a.i.)[1]
- 16 kwietnia 1957 – 7 listopada 1961 – Aleksander Wolski
- 7 listopada 1961 – 4 maja 1968 – Jan Wasilewski
- 1 sierpnia 1968 – październik 1968 – Kazimierz Rozalicz (chargé d’affaires a.i.:)[1]
- 11 października 1968 – 9 lipca 1971 – Franciszek Modrzewski
- 9 lipca 1971 – 3 października 1978 – Stanisław Kociołek
- 3 października 1978 – 20 lutego 1980 – Jerzy Feliksiak
- 1 marca – 15 października 1980 – Antoni Osmański (chargé d’affaires a.i.:)[1]
- 14 października 1980 – 27 września 1984 – Janusz Fekecz
- 27 września 1984 – 25 stycznia 1990 – Stanisław Matosek
- 25 stycznia 1990 – 21 lipca 1992 – Tadeusz Olechowski
- 21 lipca 1992 – 18 listopada 1997 – Andrzej Krzeczunowicz
- 18 listopada 1997 – 20 marca 2002 – Jan Wojciech Piekarski
- 21 marca 2002 – 28 lutego 2007 – Iwo Byczewski
- 16 kwietnia 2007 – 15 lutego 2012 – Sławomir Czarlewski
- 2012 – 2016 – Artur Harazim
- 24 sierpnia 2016 – 30 kwietnia 2021 – Artur Orzechowski[2]
- 2021 – lipiec 2024 – Rafał Siemianowski
- od grudnia 2024 – Katarzyna Skórzyńska (chargé d’affaires a.i.)[3]